# 요하네스 오케겜

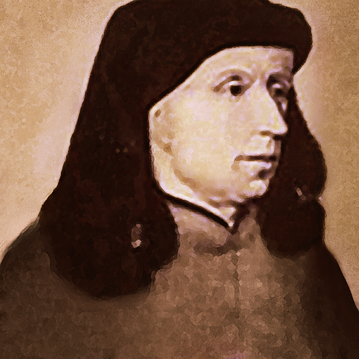

요하네스 오케겜(Johannes Ockeghem, 1410/1425 – 1497년 2월 6일 )은 15세기 후반에 프랑코-플랑드르 학파의 가장 유명한 작곡가였다. 그는 유명한 작곡가였을 뿐만 아니라 가수, 합창단장, 교사이기도 했다.
오케겜은 경력의 길이와 명성을 고려할 때 다작 작곡가가 아니었으며 그의 작품 중 일부는 유실되었다. 이전에 그에게 귀속된 많은 작품은 이제 다른 작곡가의 것으로 추정된다. 당시의 가장 유명한 작곡가들과 마찬가지로 오케겜의 신뢰할 수 있는 작곡의 총 산출량은 시간이 지남에 따라 줄어들었다.
오케겜이 모테트 샹송을 작곡한 Binchois(1460)의 죽음을 제외하고는 외부 참조 지점이 거의 없기 때문에 오케겜의 작품이 언제 작곡된 것인지 알기가 어렵다. Missa Caput 은 1440년대로 거슬러 올라가는 같은 제목의 익명의 영국 미사에 뒤이어 있기 때문에 초기 작품임이 거의 확실하며 그의 후기 미사에는 Missa Ma maistresse 와 Missa Fors seulement가 포함될 수 있다.
오케겜은 그의 미사곡의 약 절반에서 cantus firmus 기술을 사용했다. 이 미사 중 가장 초기의 사람들은 개별 악장의 시작 부분에 머리 모티브를 사용했는데, 이는 1440년경에 일반적인 관행이지만 1450년경에 이미 고풍이 된 관행이다. 그의 미사 중 두 곡인 Missa Ma maistresse 와 Missa Fors seulement는 그가 직접 작곡한 샹송을 기반으로 하며 16세기 의 패러디 미사 기법을 예고하는 샹송의 한 목소리 이상을 사용한다.
오케겜은 15세기 중반에 영국 Sarum Rite 의 성가 부분을 기반으로 쓰여진 3개의 미사 중 하나인 Missa Caput 과 같이 빌린 자료를 가장 낮은 목소리로 배치하기도 했다. 오케겜 작곡 기법의 또 다른 특징은 목소리의 독립성을 유지하기 위해 목소리의 리드미컬한 특성을 변화시키는 것이다.
오케겜은 표현력이 풍부한 음악으로 유럽 전역에서 유명했지만 기술적 기량으로도 유명했다. 15세기의 가장 유명한 대위법적 업적 중 두 가지는 전적으로 계량 정경으로 구성된 그의 Missa prolationum 과 다양한 방식으로 연주되도록 설계된 Missa cuiusvis toni를 포함 하지만 이러한 기술 지향적인 작품조차도 그의 독특함을 보여준다. 음성 범위와 음조 언어의 표현 사용.  오케겜의 광범위하고 리드미컬한 베이스 라인의 사용은 그를 Netherlandish School의 다른 많은 작곡가들과 차별화시키며, 이것이 그의 목소리 범위였기 때문일 수 있다.
오케헴은 1497년 2월 6일 프랑스 투르에서 사망했다. 그의 죽음을 기념하기 위해 조스캥 데프레는 Jean Molinet 의 시 Nymphes des bois를 배경으로 한 모테트를 작곡했다. 오케겜이 죽은 후 비정상적으로 많은 애가가 나타났다. 이 시의 저자 중 일부는 Molinet와 Desiderius Erasmus를 포함했다. Johannes Lupi는 또 다른 음악적 설정을 제공했다.

## 참고 자료
- Leeman Perkins: "Johannes Ockeghem"; Pamela Starr, "Johannes Pullois". Grove Music Online, ed. L. Macy (Accessed December 23, 2007), (subscription access)보관됨 2008-05-16 - 웨이백 머신
- Article "Johannes Ockeghem," The New Grove Dictionary of Music and Musicians, ed. Stanley Sadie. 20 vol. London, Macmillan Publishers Ltd., 1980. (ISBN 1-56159-174-2)
- Gustave Reese: Music in the Renaissance. New York, W.W. Norton & Co., 1954. (ISBN 0-393-09530-4)
- Fabrice Fitch: Johannes Ockeghem: Masses and Models. Paris, Honoré Champion Éditeur, 1997. (ISBN 978-2-85203-735-9)
- Jeffrey Dean: "Okeghem's valediction? The meaning of 'Intemerata Dei mater'", in Johannes Ockeghem: Actes du XLe Colloque international d'études humanistes. Éditions Klincksieck, 1998. (ISBN 2-252-03214-6)
- Martin Picker: Johannes Ockeghem and Jacob Obrecht: A Guide to Research. (Garland Composer Resource Manuals, 13.) New York: Garland Publishing Co., 1988. (ISBN 0-8240-8381-4)
- Leeman Perkins: Music in the Age of the Renaissance. New York, W.W. Norton & Co., 1999.
- Howard M. Brown & Louise K. Stein: Music in the Renaissance, 2nd ed. New Jersey, Prentice Hall, 1996. Pp. 60–79.
- Giulio Ongaro: Music of the Renaissance. Westport, Connecticut, Greenwood Press, 2003. P.32.
- Daniel Van Overstraeten: Le lieu de naissance du musicien Jean Ockeghem (ca 1420–1497): une énigme élucidée. Annales du Cercle d'histoire et d'archéologie de Saint-Ghislain et de la région. VI 1993. (in French)
- Philippe Vendrix, dir. Johannes Ockeghem. Actes du XIe Colloque international d'études humanistes. Centre d'Etudes Supérieures de la Renaissance. Coll. Epitome musical. Kincksieck, 1998. ISBN 2-252-03214-6ISBN 2-252-03214-6 (in French and in English).